# جاكي ديغ
جاكي ديغ (بالإنجليزية: Jakki Degg)‏ وهي عارضة أزياء وممثلة إنجليزية بريطانية ولدت في يوم 20 فبراير 1978 في ستافوردشاير في إنجلترا في المملكة المتحدة.

## روابط خارجية
- جاكي ديغ على موقع IMDb (الإنجليزية)
- جاكي ديغ على موقع قاعدة بيانات الفيلم (الإنجليزية)